# Minot, Maine
Minot är en kommun (town) i Androscoggin County i Maine. Vid 2010 års folkräkning hade Minot 2 607 invånare.

## Kända personer från Minot
- Samuel G. Hilborn, politiker